# Knox County (Illinois)
Das Knox County ist ein County im US-amerikanischen Bundesstaat Illinois. Im Jahr 2010 hatte das County 52.919 Einwohner und eine Bevölkerungsdichte von 28,5 Einwohnern pro Quadratkilometer. Der Verwaltungssitz (County Seat) ist Galesburg.

## Geografie
Das County liegt im Westen von Illinois zwischen dem rund 40 km westlich gelegenen Mississippi und dem Illinois River, der rund 30 km östlich liegt. Das Knox County hat eine Fläche von 1864 km², wovon 9 km² Wasserfläche sind. Es grenzt an folgende Nachbarcountys:
| Mercer County | Henry County  |               |
| Warren County |               | Stark County  |
|               | Fulton County | Peoria County |

## Geschichte

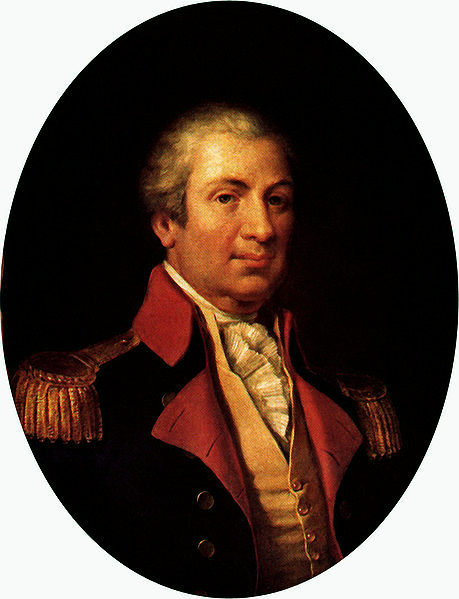
Henry Knox

Das Knox County wurde am 13. Januar 1825 aus dem freien Territorium Illinois und dem nördlichen Teil des Fulton County gebildet. Benannt wurde es nach Henry Knox (1750–1806), einem Offizier der Kontinentalarmee im Amerikanischen Unabhängigkeitskrieg, der später unter George Washington erster Kriegsminister der Vereinigten Staaten war (1789–1794).

In der Zeit von 1825 bis 1838 veränderte sich die Größe des Countys mehrmals. Der erste Verwaltungssitz war bis 1831 bei John B. Gum in Henderson, danach bis 1872 war Henderson, später umbenannt in Knoxville, Verwaltungssitz des Knox County.

### Territoriale Entwicklung

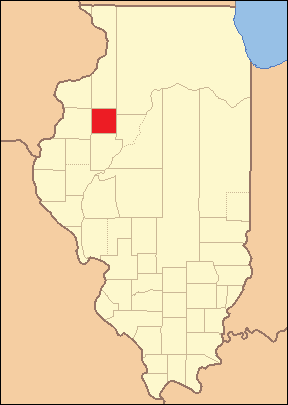
Das Knox County von seiner Gründung im Jahr 1825 bis 1831
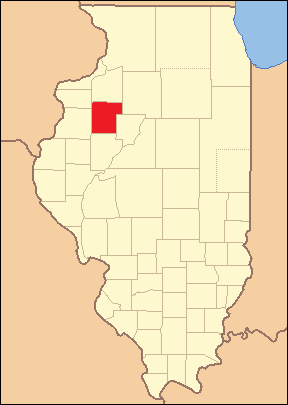
1831 bis 1839
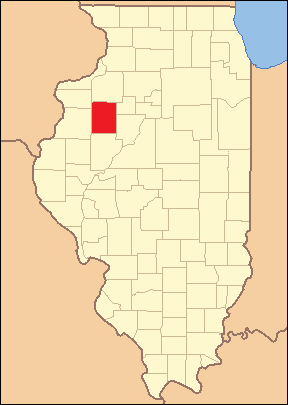
1839 bis heute

## Demografische Daten
Nach der Volkszählung im Jahr 2010 lebten im Knox County 52.919 Menschen in 21.863 Haushalten. Die Bevölkerungsdichte betrug 28,5 Einwohner pro Quadratkilometer. In den 21.863 Haushalten lebten statistisch je 2,21 Personen.
Ethnisch betrachtet setzte sich die Bevölkerung zusammen aus 87,5 Prozent Weißen, 7,2 Prozent Afroamerikanern, 0,2 Prozent amerikanischen Ureinwohnern, 0,6 Prozent Asiaten sowie aus anderen ethnischen Gruppen; 2,5 Prozent stammten von zwei oder mehr Ethnien ab. Unabhängig von der ethnischen Zugehörigkeit waren 4,8 Prozent der Bevölkerung spanischer oder lateinamerikanischer Abstammung.
20,6 Prozent der Bevölkerung waren unter 18 Jahre alt, 61,0 Prozent waren zwischen 18 und 64 und 18,4 Prozent waren 65 Jahre oder älter. 49,8 Prozent der Bevölkerung war weiblich.

Das jährliche Durchschnittseinkommen eines Haushalts lag bei 39.545 USD. Das Prokopfeinkommen betrug 20.908 USD. 15,5 Prozent der Einwohner lebten unterhalb der Armutsgrenze.

## Ortschaften im Knox County
Citys
- Abingdon
- Galesburg
- Knoxville
- Oneida

Villages
| - Altona - East Galesburg - Henderson - Maquon | - London Mills1 - Rio - St. Augustine - Victoria | - Wataga - Williamsfield - Yates City |

Unincorporated Communities
| - Appleton - Centerville - Columbia Heights - Dahinda - Delong | - Douglas - Elba Center - Gilson - Henderson Grove - Hermon | - Knox - Oak Run - Ontario - Rapatee - Saluda | - Soperville - Trenton Corners - Truro - Uniontown |

1 – überwiegend im Fulton County

## Gliederung
Das Knox County ist in 21 Townships eingeteilt:
| Township                | Einwohner (2010) | FIPS     |
| ----------------------- | ---------------- | -------- |
| Cedar Township          | 3.270            | 17-11891 |
| Chestnut Township       | 253              | 17-13217 |
| Copley Township         | 348              | 17-16275 |
| Elba Township           | 291              | 17-22879 |
| Galesburg Township      | 366              | 17-28339 |
| Galesburg City Township | 32.195           | 17-28352 |
| Haw Creek Township      | 461              | 17-33552 |

| Township              | Einwohner (2010) | FIPS     |
| --------------------- | ---------------- | -------- |
| Henderson Township    | 1.135            | 17-34020 |
| Indian Point Township | 1.554            | 17-37361 |
| Knox Township         | 5.027            | 17-40403 |
| Lynn Township         | 309              | 17-45330 |
| Maquon Township       | 556              | 17-46708 |
| Ontario Township      | 943              | 17-56172 |
| Orange Township       | 556              | 17-56315 |

| Township              | Einwohner (2010) | FIPS     |
| --------------------- | ---------------- | -------- |
| Persifer Township     | 980              | 17-59221 |
| Rio Township          | 518              | 17-64161 |
| Salem Township        | 1.003            | 17-67223 |
| Sparta Township       | 1.165            | 17-71435 |
| Truro Township        | 840              | 17-76303 |
| Victoria Township     | 379              | 17-77824 |
| Walnut Grove Township | 770              | 17-78565 |